# Raymond Roegiers
Raymond Herman Roegiers (Oosteeklo, 23 april 1860- Gent, 30 november 1937) was een Belgisch brouwer en gemeentelijk politicus.
Hij was de zoon van Angelus Roegiers, die Brouwerij Het Kasteel stichtte, en zette zijn werk als brouwer voort.
Roegiers was ook in de gemeentepolitiek actief, hij was namelijk lange tijd burgemeester van Oosteeklo (1886-1933).
Hij was met gehuwd met Adèle Lemmens (1864-1886), met wie hij één zoon kreeg, Herman Roegiers (1886-1969), die hem later opvolgde als burgemeester. In 1888 hertrouwde hij met Emilie Calon (1859-1927).